# 蓬特朗布兹
蓬特朗布兹（法語：Pont-Trambouze，法語發音：[pɔ̃ tʁɑ̃buz]）是法国奥弗涅-罗讷-阿尔卑斯大区罗讷省的一个旧市镇，属于索恩河畔自由城区。2016年，蓬特朗布兹与邻近的2个市镇合并为新市镇库尔。

## 地理
蓬特朗布兹（46°4'22"N, 4°18'53"E）面积4.06 平方千米，位于法国奥弗涅-罗讷-阿尔卑斯大区罗讷省，该省份为法国中东部省份，北起顺时针与索恩-卢瓦尔省、安省、里昂大都会、伊泽尔省和卢瓦尔省接壤。
与蓬特朗布兹接壤的市镇（或旧市镇、城区）包括：拉格雷勒、瑟沃兰日、蒂济莱布尔、库尔-拉维尔、蒂济堡。
蓬特朗布兹的时区为UTC+01:00、UTC+02:00（夏令时）。

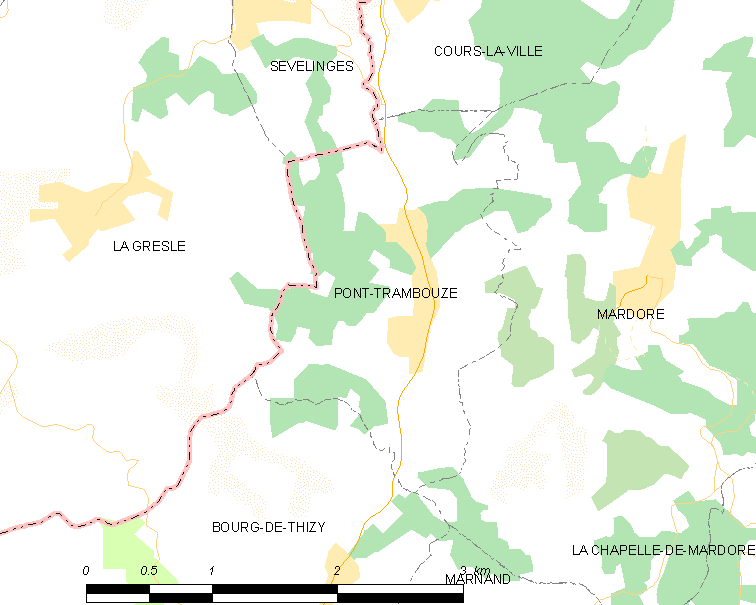
蓬特朗布兹的OSM定位图

## 行政
蓬特朗布兹的邮政编码为69240，INSEE市镇编码为69158。

## 政治
蓬特朗布兹所属的省级选区为蒂济莱布尔县。

## 人口

1962-2008年间蓬特朗布兹人口变化图示

蓬特朗布兹于2018年1月1日时的人口数量为424人。